# ゴホンダイコクコガネ
ゴホンダイコクコガネ Copris (Copris) acutidens Motschulsky, 1860 は、コガネムシ科の昆虫の1つで、いわゆる糞虫の1つである。この属では日本で一番小さなものであるが、雄は名前通りに5本の角を持つ。

## 特徴
体長10～16mm程の甲虫。全体に黒色をしており、表面は強い光沢がある。頭部はほぼ半円形で、頭楯には前の部分には明らかな点刻はなく、側部に疎らにある。頭部の前の縁の中央には強い切れ込みがある。前胸背の前方両端は切り落とされた形で角張っている。前胸背の正中線に沿った溝は弱く、背面には強い点刻がある。前翅には明瞭な条が刻み込まれ、その内側は密な点刻がある。条の間の部分は少し高まっていて滑らかで、細かな点刻がある。頭部の中央に細い角があり、また前胸の前方に4個の棘状の突起を持つ。前脚の勁節外側には4つの歯状突起がある。
性的2形として、雄では頭部の角はよく発達し、先に向かって後ろに湾曲し、前胸部前方の4個の角も棘状に発達するが、雌では頭部の角は短くて先が鈍くなっており、胸部の角状突起も低くなって1対の横隆起とその左右外側の小隆起の形に収まる。ただし雄でも小型の個体ほど角の発達が弱く、雌の形に近くなる。また前胸背の中央に雄では弱い縦溝があるが、雌では不明瞭である。
幼虫は白く、Cの字形をしたジムシで、背面に大きな隆起があり、幼虫は3齢まである。
和名については頭部と前胸のものを合わせて角が5本あることに依ると思われる。

## 分布
日本では北海道、本州、四国、九州、佐渡、五島列島から知られ、国外では朝鮮半島と中国に分布する。
種として山地の獣糞に来ると言うが、平地から日本本土周辺の島嶼域にも見られるものであり、『本属中もっとも普通』な種であるとも言われる。

## 生態など
成虫は夜行性で灯火にもよく集まり、特に日没から数時間後に飛来するものが多い。成虫は4～10月に見られ、特に8～9月に数を増す。年1化性で、成虫で越冬する。
いわゆる糞虫であり、大型ほ乳類の糞を餌とする。草丈の短い牧草地で牛糞からよく得られるとも言い、また地域によっては鹿の糞に依存している。
雌成虫は糞塊の下に土を掘って巣を作り、ここに糞を運び込むと球形に丸めて径1.5cmの団子状にし、それぞれ1個の卵を産み付ける。幼虫はこの団子の中の糞を食べて成長し、卵から40～60日で成虫になる。なお運び込んだ糞から作られる団子の数は糞の量によって変わる。
本属のものでは雌成体は糞団子の作成後も巣に止まって糞団子の維持管理を行い、それがない場合には乾燥や菌の繁殖、捕食者や寄生者の活動によって幼虫が死亡する。雄個体は糞の確保には協力するもののそれ以降の糞の管理には関わらないが、最初の1ヶ月は種によっては巣内に残る。本種での野外での観察によると、本種の雄は、その一部は1ヶ月かそれ以上、幼虫が終齢に達するまで巣内に居残るとするが、他方で雄は雌が糞団子を完成させた後に巣から立ち去る、との報告もある。上記のように本種の雄ではその身体の大きさに角の長さが対応し、小型の個体では角が短く、大型の個体では角が長い。個のような大小2タイプの雄と雌を組み合わせて飼育した場合、何れの場合でも雄は巣内に止まる場合と出て行く場合があるが、その比率は雄の大小や複数雄の存在で変化するという。著者らはここに雄の配偶後の行動に関する代替行動があるかもしれないとしている。

## 近縁種など
本種の属するダイコクコガネ属には日本に5種あり、そのうちでマルダイコクコガネ C. brachypterus は奄美大島と徳之島の固有種、ヒメダイコクコガネ C. tripatius は国内では対馬のみから知られる。残りの2種、ダイコクコガネ C. ochus とミヤマダイコクコガネ C. pecuarius は日本本土に分布するが、これらは高原域に多い。また上記のどの種も本種よりかなり大きい。

## 保護の状況
環境省のレッドデータブックでは採り上げられていないが、県別では香川県で絶滅危惧I類、長野県と福岡県で絶滅危惧II類、山梨県、広島県、山口県、大分県で絶滅危惧II類の指定があり、また愛媛県では情報不足となっている。分布は広いが、各地で激減している、とも言われる。